# Philippe de la Guépière
Philippe de La Guépière (de son nom complet Pierre-Louis-Philippe de La Guépière, orthographié aussi Guêpière) est un architecte français né aux alentours de 1715 à Sceaux et mort en 1773 à Paris. Il fit partie de ces architectes qui amenèrent les dernières modes architecturales dans les duchés et cours germaniques. Il œuvra principalement pour le duché de Wurtemberg.

## Biographie
Philippe de La Guépière est né aux alentours de 1715. Il est le fils de Lucien de la Guépière, clerc des œuvres du château de Sceaux et il est le neveu de Jacques de La Guépière, architecte du domaine de Sceaux et d'un agrandissement de la bibliothèque de l'Abbaye Sainte-Geneviève à Paris.
Il aurait suivi des cours d'architecture auprès de Jacques-François Blondel. Il suit des cours à l'Académie royale d'architecture à Paris. En 1752, il est nommé architecte de la cour de Wurtemberg par Charles II de Wurtemberg. Il travailla notamment sur la résidence ducale de Stuttgart et pour le Château de Ludwigsbourg auxquels ils applique principalement un style Rococo.
Il quitte le Wurtemberg en 1768 et se détourne du style rococo pour se concentrer vers le style « grec ancien », qui préfigure le Néoclassicisme. Il réalise aussi quelques bâtiments à Montbéliard, alors principauté dépendante du Wurtemberg, dont le plus notable est l'Hôtel de ville de Montbéliard.
Philippe de la Guépière est également l'auteur de plusieurs ouvrages ou folios sur l'architecture.
Il meurt à Paris le 30 octobre 1773.

## Principales réalisations

### Allemagne
- Résidence ducale de Stuttgart
- Château Solitude de Stuttgart
- Château Monrepos (de) de Ludwigsbourg

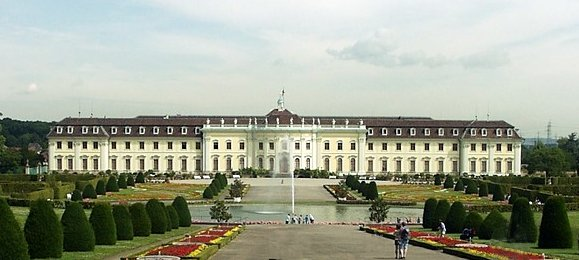
Palais de Ludwigsbourg

- Aménagements au Palais de Ludwigsbourg

### France
- Hôtel de ville de Montbéliard

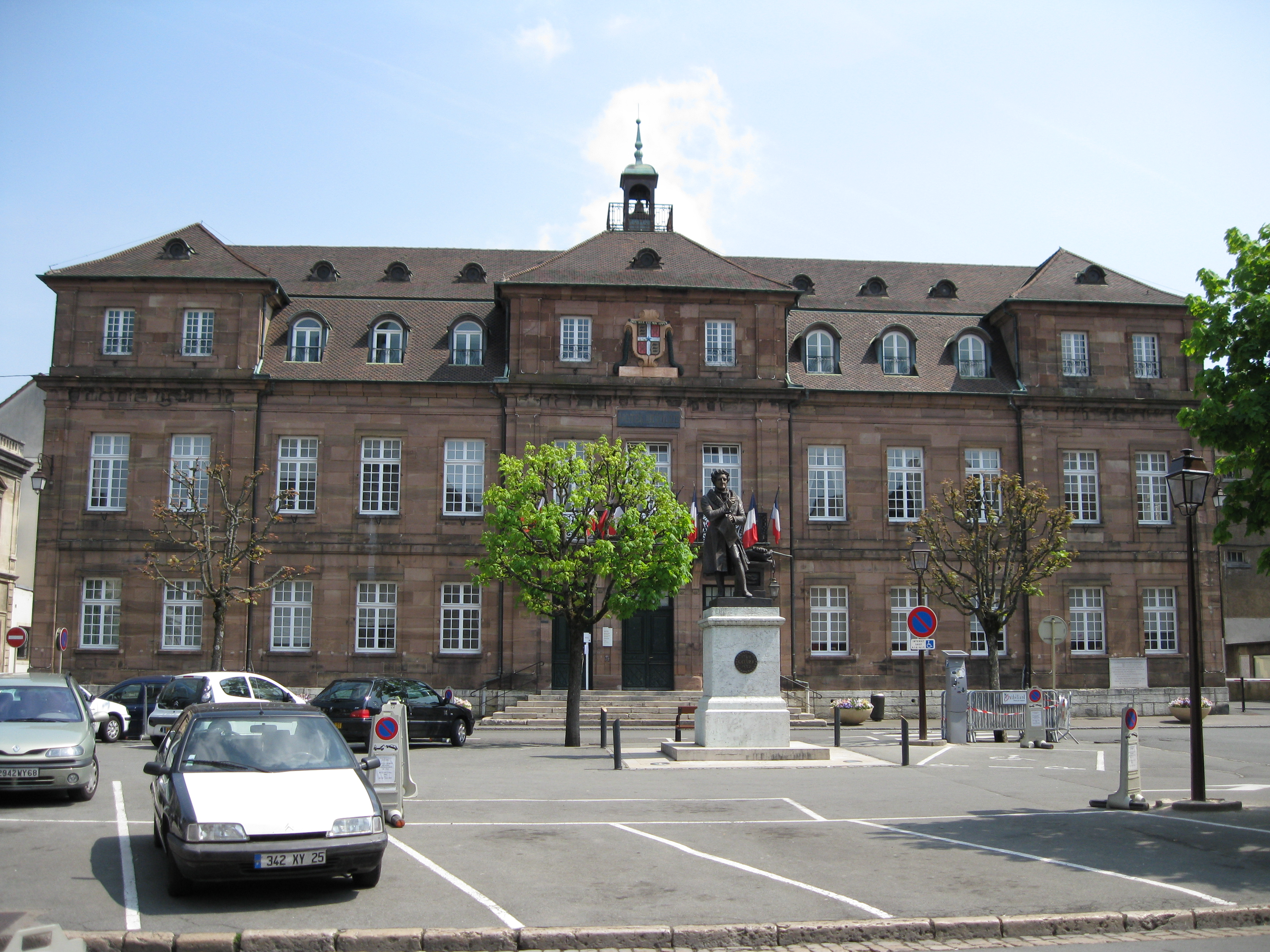
Hôtel de ville de Montbéliard

- Hôtel Beurnier-Rossel à Montbéliard
- Corps de logis du Château de Montbéliard

## Ouvrages et folios
- Plans, coupes et élévations de différents palais et églises, Paris, 1750
- Recueil de differens projets d’architecture représentant plusieurs monuments publics et autres, Stuttgart, 1752
- Recueil d'esquisses d'architecture, Paris, 1765